# Битка при Хрисополис
Битката при Хрисополис (Chrysopolis) се провежда на 18 септември 324 г. при Хрисополис (днес Юскюдар) до Халкедон в Мала Азия между римските императори Константин I и Лициний.
Константин I побеждава Лициний за последен път. Лициний губи между 25000 и 30000 души. Той е откаран в Солун и по-късно убит.
След това Константин I е единственият император на Римската империя.